# Aneuk Paya
Aneuk Paya is een bestuurslaag in het regentschap Aceh Besar van de provincie Atjeh, Indonesië. Aneuk Paya telt 612 inwoners (volkstelling 2010).